# 구리타 다이지로
구리타 다이지로(일본어: 栗田 泰次郎, 1975년 3월 3일 ~ )는 일본의 전 축구 선수이다.

## 구단 경력
과거 가시마 앤틀러스, 교토 퍼플 상가, 콘사돌레 삿포로, 시미즈 에스펄스, 요코하마 FC, 미토 홀리호크, FC 류큐에서 활동하였다.